# Flip Your Wig
Flip Your Wig – czwarty album studyjny amerykańskiego zespołu rockowego Hüsker Dü wydany we wrześniu 1985 przez wytwórnię SST Records. Materiał nagrano między marcem a czerwcem 1985 w Nicollet Studios w Minneapolis. Jest to pierwszy album wyprodukowany samodzielnie przez członków zespołu.

## Kontekst
Na pierwszych albumach Hüsker Dü dało się poznać jako ciężki i agresywny zespół, grający hardcore punk. Począwszy od minialbumu Metal Circus z 1983 grupa zaczęła eksperymentować z elementami innych gatunków muzycznych. Efektem tego był wydany rok później dwupłytowy album koncepcyjny Zen Arcade. Uzyskał on status kultowego w sferze muzyki undergroundowej. W lutym 1985 zespół wydał New Day Rising, który był kolejnym krokiem w kierunku alternatywnego rocka. Podobnie jak Zen Arcade, album otrzymał wysokie oceny krytyków. Na wiosnę 1985 zespół rozpoczął nagrywanie kolejnej płyty, Flip Your Wig.

## Nagrywanie
Nagrywanie płyty odbyło się podczas kilku sesji w rodzinnym mieście członków zespołu, Minneapolis. Trwało od marca do czerwca 1985 roku, co stanowi zdecydowanie najdłuższy czas, jaki grupa poświęciła kiedykolwiek w celu zarejestrowania albumu.

## Produkcja
Już na poprzednim albumie New Day Rising zespół chciał samodzielnie zająć się produkcją. Dopiero wraz z Flip Your Wig muzycy otrzymali na to zgodę od SST. Hüsker Dü spędziło w studiu cztery miesiące, by osiągnąć produkcję wyższej jakości dla melodyjnych kompozycji power popowych.

## Muzyka
Album prezentował znacznie bardziej melodyjne brzmienie od poprzedników. Zespół skupił się bardziej na doszlifowaniu dźwięku, jednak wciąż starając się eksponować nieskrępowaną energię. „Find Me” i „Don't Know Yet” to powroty do psychodelicznych eksperymentów, znanych z Metal Circus i Zen Arcade. Klimat w tych utworach budowany jest poprzez mocno zniekształcone gitary. "Makes No Sense at All" został wydany jako singiel, z „Love Is All Around" na drugiej stronie. Do obu utworów nakręcono pierwszy w karierze zespołu teledysk. Album zawiera trzy utwory instrumentalne – „The Baby Song”, „The Wit and the Wisdom”, „Don't Know Yet”.

## Oprawa graficzna
Okładka albumu to własnoręcznie zrobiona grafika. Na czarnym tle ukazane są płatki róż (na dole i środku obrazu), czerwony napis z nazwą zespołu (na górze) oraz niebiesko-biały napis zawierający tytuł płyty (na środku). Po prawej stronie okładki widoczne są niebieskie i czerwone plamy z farby.

## Wydanie
Flip Your Wig jest ostatnim albumem zespołu wydanym za pośrednictwem SST Records. W momencie wydania (wrzesień 1985) był najlepiej sprzedającą się płytą w historii wytwórni. Ponadto, w 1985 Hüsker Dü był zespołem, który sprzedał najwięcej kopii albumów w SST.

## Odbiór

### Oceny krytyków
| AllMusic                          | [ 9 ]  |
| Chicago Tribune                   | [ 10 ] |
| Piero Scaruffi                    | [ 11 ] |
| The New Rolling Stone Album Guide | [ 12 ] |
| Spin Alternative Record Guide     | [ 13 ] |
| The Village Voice                 | A−     |

Choć album nie osiągnął wśród fanów takiego statusu jak Zen Arcade i New Day Rising, otrzymał pozytywne opinie krytyków. Dziennikarz The Village Voice, Robert Christgau stwierdził, że „Zespół nigdy nie brzmiał tak dobrze”. Ira Robbins i John Leland w magazynie Trouser Press wyrazili opinię: „Zdecydowanie genialny - czternaście niezapomnianych popowych melodii, granych jakby armagedon był blisko". Stephen Thomas Erlewine z AllMusic napisał, że „Flip Your Wig byłby znakomitym albumem na własnych warunkach, ale fakt, że został wydany kilka miesięcy po New Day Rising i nieco ponad rok po Zen Arcade jest wprost zdumiewający”.

### Dziedzictwo
Na kilka dekad po wydaniu płyty, wokalista i gitarzysta zespołu, Bob Mould nazwał Flip Your Wig „najlepszym albumem jaki kiedykolwiek nagrało Hüsker Dü”. W 2004 roku grupa Poster Children nagrała własną wersję „Divide and Conquer„”. Utwór „Makes No Sense at All” został wykonany w 1994 przez zespół Balance oraz przez samego członka Hüsker Dü, Boba Moulda. W 1999 „Keep Hanging On” doczekał się wersji w wykonaniu grupy Screamfeeder. Covery "Green Eyes" nagrały zespół Gigantor (1994) oraz wokalista The Posies, Jon Aurer (2001).

### Wyróżnienia
Album zadebiutował na 5. miejscu na liście CMJ. Ira Robbins i John Leland z czasopisma Trouser Press ocenili „Makes No Sense at All” jako jeden z najlepszych singli roku. Flip Your Wig zajął 6. miejsce w corocznym plebiscycie na płytę roku Pazz & Jop tygodnika The Village Voice.

## Lista utworów
| Nr  | Tytuł utworu             | Autorzy    | Długość |
| --- | ------------------------ | ---------- | ------- |
| 1.  | „Flip Your Wig”          | Bob Mould  | 2:33    |
| 2.  | „Every Everything”       | Grant Hart | 1:56    |
| 3.  | „Makes No Sense at All”  | Mould      | 2:43    |
| 4.  | „Hate Paper Doll”        | Mould      | 1:52    |
| 5.  | „Green Eyes”             | Hart       | 2:58    |
| 6.  | „Divide and Conquer”     | Mould      | 3:42    |
| 7.  | „Games”                  | Mould      | 4:06    |
| 8.  | „Find Me”                | Mould      | 4:05    |
| 9.  | „The Baby Song”          | Hart       | 0:46    |
| 10. | „Flexible Flyer”         | Hart       | 3:01    |
| 11. | „Private Plane”          | Mould      | 3:17    |
| 12. | „Keep Hanging On”        | Hart       | 3:15    |
| 13. | „The Wit and the Wisdom” | Mould      | 3:41    |
| 14. | „Don't Know Yet”         | Mould      | 2:14    |

## Twórcy
- Grant Hart – wokal, perkusja, wibrafon, instrumenty perkusyjne
- Bob Mould – wokal, gitara elektryczna, pianino, gitara basowa, instrumenty perkusyjne
- Greg Norton – gitara basowa

Produkcja
- Grant Hart – producent
- Bob Mould – producent
- Steve Fjelstad – inżynier dźwięku

## Pozycje na listach
| Lista (1985)                     | Pozycja |
| -------------------------------- | ------- |
| UK Indie Chart (Wielka Brytania) | 1       |